# Аннона
Анно́на (лат. Annona) — обширный род двудольных цветковых растений, входящий в семейство Анноновые (Annonaceae).
Все виды рода — деревья и кустарники. Несколько видов анноны культивируются ради их съедобных плодов. Различные части многих видов этого рода используются в традиционной медицине для лечения разных заболеваний.

## Распространение и экология
Растения, принадлежащие к этому роду, распространены в Африке, в Центральной и Южной Америке.
На территории России и сопредельных стран найдены ископаемые остатки следующих видов анноны:
- Annona dsunsensis Palib. — в третичных отложениях в Западном Закавказье (Годерский перевал, плиоцен);
- Annona sackalinensis Kryst. — в третичных отложениях на Сахалине нижне-дуйская свита (Пильво, эоцен).

## Виды
По информации базы данных The Plant List (2013), род включает 166 видов. Некоторые из них:
- Annona × atemoya Mabb. — Атемойя[~ 1]
- Annona cherimola Mill. — Черимойя
- Annona glabra L. — Аннона гладкая
- Annona macroprophyllata Donn.Sm. — Илама [syn.  Annona diversifolia Saff. — Аннона разнолистная]
- Annona muricata L. typus[3] — Сметанное яблоко, или Аннона колючая
- Annona purpurea Moc. & Sesse ex Dunal — Сонкойя
- Annona reticulata L. — Аннона сетчатая, или Кремовое яблоко
- Annona senegalensis Pers. — Аннона сенегальская
- Annona squamosa L. — Сахарное яблоко

## Комментарии
1. ↑  На сайте The Plant List название Annona × atemoya Mabb. имеет статус unresolved name[2].